# Plutino
Plutino, trans-neptunski objekt koji se nalazi u 2:3 orbitalnoj rezonanci s Neptunom što znači da za svake dvije orbite koje napravi plutino, Neptun napravi tri. Pojam se odnosi samo na orbitalnu rezonancu te nema veze s fizičkim svojstvima određenih objekata. Plutini čine unutarnji dio Kuiperovog pojasa te predstavljaju oko četvrtinu poznatih objekata Kuiperovog pojasa.